# Anaeroba bakterier

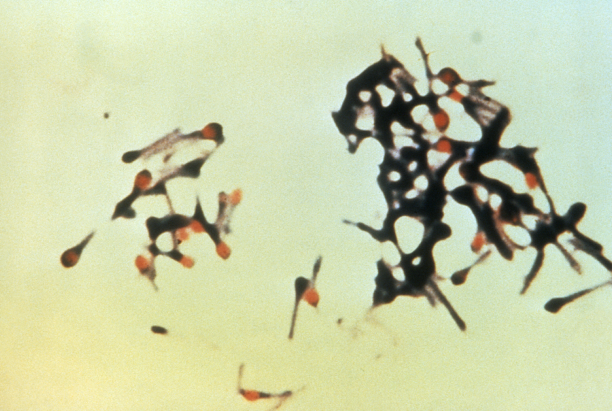
Clostridium tetani är en anaerob bakterie.

En anaerob bakterie är en bakterie som inte behöver syre för att leva.
Många organismer, till exempel djur, växter och svampar behöver syre för sin ämnesomsättning. Dessa organismer använder syre som oxidationsmedel för att kunna bilda ATP, som är cellens direkta energikälla. Anaeroba bakterier bildar också ATP, men det gör det utan syrgas. Det finns två principiellt olika mekanismer som de kan använda för att bilda ATP, nämligen fermentering (jäsning) och oxidativ fosforylering. Vid fermentering bildas ATP samtidigt och i samma reaktionsväg som någon annan organisk förening bryts ner. Slutprodukten är en jäsprodukt, t.ex. mjölksyra eller etanol. Vid oxidativ fosforylering används en utifrån kommande substans som elektronmottagare när ATP bildas. Det är här aeroba organismer använder syre, men anaeroba bakterier kan istället använda till exempel nitrater, trevärt järn, sulfater eller karbonater.
Anaeroba bakterier delas in i obligat anaeroba och fakultativt anaeroba. En fakultativt anaerob bakterie kan leva både i syrerika och syrefattiga miljöer. En obligat anaerob bakterie dör i kontakt med syrgas.